# Загадочная улица
«Загадочная улица» (англ. Mystery Street) — фильм нуар режиссёра Джона Стёрджеса, вышедший на экраны в 1950 году.
Фильм рассказывает о расследовании убийства молодой женщины, которое в Бостоне и его окрестностях проводит лейтенант Питер Моралес (Рикардо Монтальбан), в значительной степени опираясь на помощь судмедэксперта доктора Макэду из Гарвардской медицинской школы (Брюс Беннетт).
Натурные съёмки проводились в Бостоне, Гарвардском университете в Кембридже, Массачусетс, и в Кейп-Коде.
За историю, положенную в основу фильма, её автор Леонард Спигелгасс был удостоен номинации на Оскар.

## Сюжет
Молодая привлекательная блондинка Вивиан Хелдон (Джен Стерлинг), работающая девушкой-зазывалой в бостонском кафе «Грасс скёрт», снимает комнату в пансионе миссис Смеррлинг (Эльза Ланчестер). Отчаянно нуждаясь в деньгах, чтобы заплатить за аренду, Вивиан звонит в Кейп-Код Джеймсу Джошуа Харкли (Эдмон Райан), женатому мужчине из местной аристократии, с которым у неё был роман, и настаивает, чтобы он немедленно приехал на встречу в её кафе. Однако, так и не дождавшись Харкли, Вивиан знакомится в кафе с Генри Шенвеем (Маршалл Томпсон), который с горя напивается после того, как узнал, что его жена только что при родах потеряла ребёнка. Вивиан вызывается помочь пьяному Генри переставить его машину с незаконного парковочного места, и сама садится за руль. Когда Генри немного трезвеет, то понимает, что они уже выехали далеко за пределы Бостона и подъезжают к Кейп-Коду. Он требует отвезти его обратно, так как должен быть в больнице рядом с женой. Вместо этого Вивиан обманом высаживает его посреди пустынной ночной дороги, а сама продолжает путь на его машине. Наконец, позвонив по дороге из местной забегаловки, она добивается от Харкли согласия на встречу. Вскоре они встречаются в пустынном месте на морском побережье. Когда Вивиан начинает требовать от Харкли денег, тот без лишних слов убивает её из пистолета. Затем он вытаскивает труп девушки из автомобиля, раздевает его и прячет в кустах, в расчёте, что его унесёт океанской волной. После этого он бросает одежду Вивиан в салон её автомобиля, который топит в близлежащем пруду. На следующий день Генри подаёт заявление в полицию об угоне своего автомобиля, рассчитывая получить страховку, но при этом скрывает, что был в ту ночь с блондинкой, боясь травмировать этим свою жену.
Три месяца спустя прогуливающийся по пустынному пляжу Кейп-Кода орнитолог (Уолтер Бёрк) обнаруживает полузасыпанный песком скелет. Дело о неопознанном скелете поручают Питеру Моралесу (Рикардо Монтальбан), лейтенанту полиции округа Барнстейбл, Массачусетс. Молодой Моралес, который имеет португальские корни, никогда ранее не расследовал такие серьёзные дела, как убийство. Вместе со своим партнёром, детективом Тимом Шарки (Уолли Махер) он направляется на факультет судебной медицины Гарвардского университета, к судмедэксперту, доктору Макэду (Брюс Беннетт), который быстро устанавливает, что скелет принадлежит женщине 20-24 лет, которая, судя по следам пыльцы растений, умерла приблизительно в конце мая. Сопоставляя фотографии всех женщин, которые пропали приблизительно в то время в Массачусетсе и соседних штатах, с фотографией найденного черепа, Питер и Тим останавливаются на Вивиан, физические параметры лица которой наиболее точно соответствуют параметрам черепа.
У бармена кафе «Грасс скёрт» Питер выясняет, что в день своего исчезновения Вивиан уехала с молодым мужчиной на его жёлтом «Форде». Через базу данных о страховых случаях Питер выясняет имя владельца машины и приезжает домой к Генри Шенвею и его жене Грейс (Сэлли Форрест). Однако Генри утверждает, что не знает убитую девушку, а машину у него украли с парковки перед больницей. Затем Питер приезжает в пансион миссис Смеррлинг, где находит записную книжку Вивиан, а также чемодан девушки с её личными вещами, косвенно подтверждающими, что найден именно её скелет. Питер сообщает миссис Смеррлинг и соседке Вивиан по пансиону Джеки Элкотт (Бетси Блейр), которая в своё время подала заявление в полицию об исчезновении Вивиан, что, по всей вероятности, они нашли её тело в районе Барнстейбла. Услышав об этом, после ухода Питера миссис Смеррлинг находит телефонный номер Харкли в Кейп-Коде, который Вивиан нацарапала на стене около телефона в коридоре. Затем миссис Смеррлинг приезжает к Харкли, где предпринимает неудачную попытку шантажировать его. Получив категорический отказ, она перед уходом незаметно достаёт из стола пистолет Харкли и похищает его.
Тем временем Питер проходит по всем адресам, указанным в записной книжке Вивиан, встречаясь с некоторыми её коллегами, знакомыми и клиентами. Одним из них оказывается врач, который три месяца назад обследовал Вивиан, определив, что она находилась на третьем месяце беременности. Затем Питер организует сеанс опознания, на котором бармен из «Грасс скёрт» и художник-татуировщик (Ральф Дамке), работающий в доме напротив кафе, который хорошо знал жертву, узнают в Генри человека, в сопровождении которого Вивиан вышла из кафе в ночь своего исчезновения. После этого Питер выдвигает против Генри обвинение в убийстве Вивиан и помещает его в камеру предварительного заключения.
Когда Питер уже передаёт дело прокурору, Макэду после анализа одной из сломанных косточек жертвы устанавливает, что Вивиан была застрелена. Питер понимает, что окончательная точка в деле может быть поставлена только тогда, когда будет найдено орудие убийства. Смоделировав возможную ситуацию убийства и траекторию полёта пули, Макэду извлекает из жёлтого «Форда» пулю от пистолета 45 калибра. Питер начинает проверять все телефонные звонки из пансиона миссис Смеррлинг в день исчезновения Вивиан, что приводит его к Харкли, на имя которого кроме того зарегистрирован пистолет 45 калибра. Однако Харкли отрицает, что был знаком с Вивиан, а оружие в своё время сдал во время военной службы во Франции. Когда Питер осматривает его кабинет, Хартли с удивлением обнаруживает, что пропал его пистолет, понимая, что это дело рук миссис Смеррлинг.
После этого Харкли приезжает к миссис Смеррлинг, требуя вернуть украденный пистолет, предлагая ей за него 500 долларов. Когда миссис Смеррлинг требует 20 тысяч долларов, Харкли набрасывается и душит её, в итоге домовладелица признаётся, что спрятала пистолет в камере хранения на вокзале. Когда к пансиону подъезжает Питер, Харкли убивает миссис Смеррлинг ударом подсвечника по голове и скрывается. Питер видит лишь убегающего человека, но не успевает догнать его. Питер, Шарки и Макэду, понимая, что решающая ниточка к оружию находится в комнате миссис Смеррлинг, тщательно обыскивают помещение. Лишь под утро Питер находит в птичьей клетке квитанцию из вокзальной камеры хранения. Они немедленно выезжают на вокзал, где Харкли без документов смог получить сумку миссис Смеррлинг и пытается избавиться от оружия. На вокзале его замечает Питер, который начинает преследование. В одном из вагонов Питер загоняет Харкли в угол и обезоруживает его. Харкли арестовывают по обвинению в двойном убийстве Вивиан, а Питер звонит Грейс, сообщая, что с её мужа сняты все обвинения.

## В ролях
- Рикардо Монтальбан — лейтенант Питер Моралес
- Сэлли Форрест — Грейс Шенвей
- Брюс Беннетт — доктор Макэду из Гарвардской медицинской школы
- Эльза Ланчестер — миссис Смеррлинг, хозяйка пансиона
- Маршалл Томпсон — Генри Шенвей, муж Грейс
- Джен Стерлинг — Вивиан Хелдон, девушка из бара и жертва убийства
- Эдмон Райан — Джеймс Джошуа Харкли
- Бетси Блейр — Джекки Элкотт
- Ральф Дамке — татуировщик
- Уиллард Уотерман — владелец похоронного бюро
- Уолтер Бёрк — орнитолог

## Создатели фильми и исполнители главных ролей
Сценарист Сидни Бём работал над многими значимыми фильмами нуар, среди них «Высокая стена» (1947), «Переулок» (1950), «Человек под прикрытием» (1949), «Станция Юнион» (1950), «Сильная жара» (1953), «Второй шанс» (1953), «Полицейский-мошенник» (1954) и «Жестокая суббота» (1955).
Как пишет историк кино Лайонс, "первыми режиссёрскими работами Джона Стёрджеса в нуаровом жанре были фильмы «Затенённый» (1946), «Человек, который отважился» (1946) и «Знак овна» (1948), затем он поставил такие превосходные фильмы нуар, как «Загадочная улица» (1950) и «Народ против О’Хары» (1951), а позднее — многочисленные крупнобюджетные картины для «Метро-Голдвин-Майер», «Уорнер бразерс» и «Парамаунт» . Как отметил Джефф Стаффорд, "хотя «Загадочная улица» выступает как "превосходный фильм категории В, Стёрджес в своих последующих триллерах, таких как «Добрая леди» (1951), «Опасность» (1953) и «Плохой день в Блэк Роке» (1955, номинация на Оскар лучшему режиссёру) превзошли его. И всё же, детективы и мелодрамы к середине 1960-х годов уступят дорогу в его творчестве вестернам и военным фильмам, и сегодня Стёрджеса более всего знают по его таким экшн-триллерам, как «Великолепная семёрка» (1960) и «Большой побег» (1963).
Рикардо Монтальбан в начале своей карьеры запомнился ролями в военном экшне «Поле битвы» (1949) и фильме нуар «Инцидент на границе» (1949). Позднее он сыграл значимые роли в таких разнообразных фильмах, как мелодрама «Сайонара» (1957), криминальная драма «Мадам Х» (1966), комедия «Милая Чарити» (1969), фантастичнский фильм «Завоевание планеты обезьян» (1972) и комедия «Голый пистолет» (1988). Монтальбан много работал на телевидении, в частности, снялся в 154 эпизодах телесериала «Остров фантазий» (1977-84) и 49 эпизодах мыльной оперы «Династия 2: Семья Колби» (1985-87). В конце карьеры Мональбан сыграл ещё несколько ролей в кино, в частности, в фильмах «Дети шпионов 2» (2002) и «Дети шпионов 3» (2003).
Сэлли Форрест сыграла главные роли в двух социальных драмах Айды Лупино «Нежелательный» (1949) и «Никогда не бойся» (1949), роли второго плана в целой серии признанных фильмов нуар, среди них «Водоворот» (1949), «Место преступления» (1949), «Стрип» (1951) и «Пока город спит» (1956), а также главные роли в хоррор-триллере «Странная дверь» (1951) и вестерне «Долина мести» (1951). Брюс Беннетт известен по ролям в военном экшне «Сахара» (1943), приключенческой драме «Сокровища Сьерра-Мадре» (1948), фильмах нуар «Милдред Пирс» (1945), «Чёрная полоса» (1947), «Нора Прентисс» (1947), «Вымогательство» (1950) и «Внезапный страх» (1952).
Киновед Эндрю Дикос написал об операторе Джоне Олтоне, что «никто не будет отрицать красоту наилучшей чёрно-белой операторской работы на американском экране, которую он продемонстрировал в таких фильмах, как „Агенты казначейства“ (1947), „Грязная сделка“ (1948), „Он бродил по ночам“ (1948), „Низкий триумф“ (1948), „Люди против О’Хары“ (1951) и „Большой ансамбль“ (1955)» .

## История создания фильма
Как отметил историк фильма нуар Алан Силвер, «этот фильм является частью мини-серии триллеров, произведённых на студии „Метро-Голдвин-Майер“ в период 1948—1956 годов, когда её главным продюсером был Дор Шари. Определённо именно Шари создал на студии условия для реализации творческого потенциала таких талантливых деятелей кино, как Энтони Манн, Джон Олтон, Сидни Бём, Ричард Брукс и других, имена которых на протяжении многих лет ассоциировались с низкобюджетными триллерами». Созданная Шари атмосфера шла вразрез с традиционной политикой бывшего руководителя студии «Метро-Голдвин-Майер» Луиса Б. Майера и его коллег, которые по-прежнему рассматривали студию как «место, где звёзд больше, чем на небе» . Джефф Стаффорд также пишет, что «в отличие от прежнего босса студии Луиса Б. Майера, Шари отдавал предпочтение реалистическим драмам и серьёзным фильмам „со смыслом“ перед цветастыми мюзиклами и сентиментальным семейными картинами, характерными для студии ранее». Стаффорд считает, что Майер «никогда бы не допустил фильм такого типа на своей студии, однако Шари с этой картиной двинул жанр триллера категории В в новом направлении».
Фильм основан на неопубликованном рассказе Леонарда Спигелгасса (он был номинирован на Оскар за эту историю), которая была переложена для экрана Сидни Бёмом и Ричардом Бруксом. Действие истории происходит в Бостоне и его окрестностях, и в фильме удачно использованы съёмки в кампусе Гарвардского университета, а также на пустынном побережье Кейп-Код. Как отмечает Стаффорд, «Бостон довольно редко использовался в качестве места действия фильмов, но в этом фильме он играет главную роль. Съёмками на городских улицах и в кампусе Гарвардского университета режиссёр Стёрджес создает захватывающий портрет Бостона и его окрестностей глазами криминального следователя».

## Оценка фильма критикой

### Общая оценка фильма
После выхода фильма на экраны фильм удостоился благожелательных отзывов критики, обратившей внимание на новаторство картины в демонстрации научных аспектов криминального расследования. В частности, газета «Нью-Йорк таймс» в своей рецензии написала, что «в этой истории про копов и убийцу больше науки, чем детективного расследования», отметив далее, что «несмотря на малый бюджет», картина сделана с хорошим вкусом, отличаясь вниманием к техническим деталям, глубиной проработки истории и её убедительностью. Обозреватель газеты считает, что «фильму, может быть, не хватает саспенса, но зато он силён своей аутентичностью».
Современные критики также высоко оценивают картину. В частности, по мнению Спенсера Селби, «фильм удачно сочетает элементы полицейского процедурала и нуаровой мелодрамы», а Майкл Кини характеризует его как «быстрый фильм, приправленный увлекательной информацией о работе судебно-медицинской экспертизы 1950-х годов». Журнал «TimeOut» назвал картину «изящным триллером, хотя и немного запоздавшим за модой того времени на документальные приправы». По словам Дениса Шварца, «это увлекательный фильм нуар», а Стаффорд характеризует его как «мрачную, атмосферическую картину с поразительным вниманием к полицейским процедурам и техническим аспектам расследования».
Как отмечает Брюс Эдер, «возможно, это не первый фильм, который глубоко проникает в работу судебно-медицинских экспертов, но это первый голливудский фильм, в котором она использована в качестве основы криминальной истории в послевоенной Америке». В этом смысле фильм выступает как «предшественник таких сериалов, как „C.S.I.: Место преступления“ (2000—2015), „C.S.I.: Место преступления Майами“ (2000—2012), „Нераскрытые дела“ (1999—2006), „Судебный медик Куинси“ (1976-83) и т. п., и в этом качестве должен понравиться современным зрителям».

### Научная тема в полицейском расследовании
Одной из характерных особенностей фильма стала необычайно подробная для своего времени демонстрация научных методов работы судебно-медицинской экспертизы. Как заметила «Нью-Йорк таймс», «скорость и эффекты не являются отличительными чертами этого фильма. Главными его „героями“ стали в равной степени Факультет судебной медицины Гарвардской медицинской школы, Бранстейбл, Массачусетс, и детектив, который вылавливает убийцу». «TimeOut» также обращает внимание на ту часть фильма, в жанре «полицейского процедурала, которая показывает дидактические (но интересные и умно введённые в ткань повествования) эпизоды на Гарвардском факультете судебной медицины». Стаффорд отмечает, что «для этого фильма команда сценаристов избрала более научный подход к обычному расследованию убийства, внеся в него увлекательные подробности о том, как собирают улики на месте преступления, как их анализируют и какие на их основании делают выводы». И «хотя это не звучит как захватывающее кино, к демонстрации научных экспертиз редко обращались в кино того времени, и публике было любопытно увидеть, как они проводятся».

### Тема социального и национального неравенства
Силвер отмечает, что фильм содержит «немного социальной критики, что было характерно для нуаров 1950-х годов». В данном случае «один из американских аристократов является не просто убийцей, а убеждённым сторонником того, что вся власть должна принадлежать людям его класса, и его возмущает то, что в данном случае власть представляет такой „этнический“ тип, как Моралес». Моралес же, который родился и вырос в Бостоне, «не просто умеет справляться со снобизмом богачей, но и умело связывает своё достоинство простого человека с технологическим интеллектом гарвардского научного сообщества».
По словам Шварца, «фильм включает некоторые социальные аспекты, в частности, когда недавний иммигрант сталкивается со снобом, считающим себя элитой общества». Стаффорд также обращает внимание на то, что «история затрагивает тему классовых предрассудков, когда детектив — синий воротничок сталкивается со старой достопочтенной бостонской семьёй, один из членов которой является убийцей». На эту же тему обращает внимание и Брюс Эдер, отмечающий, что Моралес «сталкивается с предрассудками в отношении своего акцента и того факта, что он, возможно, родился не в США. Это становится особенно отвратительно в сценах с Харки, потенциальным подозреваемым из верхушки общества, представляющим старую бостонскую аристократию».

### Оценка работы режиссёра и творческой группы
Критики положительно оценили работу режиссёра Джона Стёрджеса, в частности, журнал «TimeOut» отметил, что он делает картину со «значительной ловкостью и определённой утончённостью». Однако основные похвалы выпали на долю оператора Джона Олтона. Силвер пишет, что «фильм усиливает операторская работа Олтона, детально показывающая ход научного расследования», что необычно для детективных фильмов того времени, демонстрируя такие моменты, как «реконструкция человеческого облика по скелету, драгирование пруда в поисках машины и просеивание пляжного песка в поисках скелета зародыша». Стаффорд считает, что «благодаря использованию Олтоном света и тени, фильм достигает великолепного результата, приковывая внимание зрителя к часто отталкивающим деталям расследования». «TimeOut» отмечает, что «начальные сцены, которые для разнообразия происходят в Бостоне, потрясающе сняты Олтоном и являются классикой нуара», Шварц полагает, что фильм «великолепно снят Олтоном в полудокументальном стиле», а Эдер выделяет «превосходную операторскую работу Джона Олтона (включающую много натурных съёмок) и отличную музыку».

### Оценка актёрской игры
Как отмечает Майкл Кини, «актёрский состав этого фильма первоклассный, особенно Монтальбан в роли копа-латино, который вступает в борьбу с убийцей — родовитым англосаксом». По мнению «Нью-Йорк таймс», «Монтальбан естественен и скромен в роли трудолюбивого сыщика, показывая, что участь полицейского не так уж легка, а его замечание о том, что „профессора работают головами, а копы — ногами“ грамотно проиллюстрировано Брюсом Беннеттом в роли главного медицинского эксперта». Газета также отмечает актёрские работы Маршалла Томпсона в роли неверно обвинённого подозреваемого, Сэлли Форрест в роли его жены, Эдмона Райана в роли убийцы и Джен Стерлинг в роли броской соблазнительницы, ставшей причиной расследования. Но особенно газету восхитила игра «первоклассная игра Эльзы Ланчестер в роли напивающейся джином домовладелицы-шантажистки». «TimeOut» также отметил «хорошую актёрскую игру, особенно, со стороны Монтальбана в качестве усердного и при этом критически оценивающего свои поступки копа, в то время как Эльза Ланчестер неподражаема в образе безумной, попивающей джин домохозяйки». Шварц также выделяет «искусную игру Монтальбана», отмечая при этом, что «Эльза Ланчестер в своём воплощении алчности затмевает всех. Её изображение подлой, безразличной и лживой женщины восхитительно в своей гадости». Эдер также считает игру Ланчестер «одним из привлекательных аспектов фильма». Образ «дёрганой, невротической, алчной женщины» стал одной из самых интересных её работ. И в роли «сладкоречивой рехнувшейся старухи, которая не может не сунуть свой нос в жизнь одной из своих жилиц, она практически перетягивает на себя весь фильм». Критик отмечает также отличную работу и других актёров второго плана, «особенно Маршалла Томпсона и Сэлли Форрест в качестве пары, которая стала жертвой обстоятельств».